# Hülya Şenyurt
Hülya Şenyurt (Ordu, 10 de noviembre de 1973) es una deportista turca que compitió en judo.
Participó en dos Juegos Olímpicos de Verano en los años 1992 y 1996, obteniendo una medalla de bronce en la edición de Barcelona 1992 en la categoría de –48 kg. Ganó una medalla de bronce en el Campeonato Europeo de Judo de 1993.

## Palmarés internacional
| Juegos Olímpicos   | Juegos Olímpicos   | Juegos Olímpicos  | Juegos Olímpicos |
| Año                | Lugar              | Medalla           | Categoría        |
| ------------------ | ------------------ | ----------------- | ---------------- |
| 1992               | Barcelona (España) | Medalla de bronce | –48 kg           |
| Campeonato Europeo |                    |                   |                  |
| Año                | Lugar              | Medalla           | Categoría        |
| 1993               | Atenas (Grecia)    | Medalla de bronce | –48 kg           |